# Шукман, Фридрих
Каспар Фридрих фон Шукман (нем. Friedrich von Schuckmann; 25 декабря 1755, Мёльн (Мекленбург) — 17 сентября 1834, Берлин) — прусский государственный деятель,
член Государственного совета Пруссии, министр внутренних дел (1814-1830).

## Биография
Был пятым из девяти детей датского офицера Каспара Николауса фон Шукмана (1721—1797). До 1775 года учился в Рыцарской академии в Бранденбурге. Изучал право и политологию в университете Галле. С 1779 года находился на государственной службе в Пруссии, сначала в Берлинском верховном суде, затем в Высшем правительственном суде. В 1786 году стал старшим чиновником в Бреслау (Нижняя Силезия), а в 1790 году в Силезии.
Потом в Баварии был руководителем администрации Княжества Байрейт и Княжества Ансбах.
Во время русско-прусско-французской войны 1807 года был арестован французами по обвинению (не доказанному) в шпионаже и содержался некоторое время под арестом в Майнце.
В 1810 году вновь, по предложению К. А. фон Гарденберга, поступил на службу в прусское министерство внутренних дел, где занял освободившийся вследствие перехода В. Гумбольдта на дипломатическую деятельность пост начальника управления департаментами торговли и коммерции (включая горнодобывающую промышленность, металлургию и соляные промыслы, а также медицину), просвещения и культов.
В 1810 года назначен тайным статским советником. В 1814 году был назначен министром внутренних дел Пруссии. В 1817 году компетенция его министерства была несколько сужена вследствие образования особого министерства просвещения и культов; зато в 1819 году было ликвидировано министерство полиции и полиция была подчинена ему; в 1830 году она была вновь изъята из его ведения и организована в самостоятельное министерство.
В январе 1829 года, в связи с 50-летием службы, стал шестым почётным гражданином Берлина .

## Награды
- Орден Чёрного Орла
- Орден Красного Орла I степени .
- Большой крест австрийского императорского ордена Леопольда
- Большой крест ордена Золотого льва (Гессен)
- Почётный гражданин Берлина
- В январе 1834 года ему был пожаловал титул прусского барона.